# Oxalis schiedeana
Oxalis schiedeana är en harsyreväxtart som beskrevs av Joseph Gerhard Zuccarini och Ernst Gottlieb von Steudel. Oxalis schiedeana ingår i släktet oxalisar, och familjen harsyreväxter. Inga underarter finns listade i Catalogue of Life.